# Cordia insignis
Cordia insignis är en strävbladig växtart som beskrevs av Adelbert von Chamisso. Cordia insignis ingår i släktet Cordia, och familjen strävbladiga växter. Inga underarter finns listade i Catalogue of Life.